# Менекрат Олинтски
Менекрат Олинтски (на старогръцки: Μενεκράτης ο Ολύνθιος) е древногръцки историк от IV век пр. Хр. Произведенията му не са запазени.
Менекрат е споменат един-единствен път в схолиите към граматиката на Дионисий, че твърди, подобно на Андрон Ефески, че буквите в азбуката са наречени финикийски в чест на Финике, четвъртата дъщеря на Актей, която умряла млада и девица. Това гледище е било сравнително широко разпространено.